# هایوردی
هایوردی (ارمنی: Հայորդի؛ زادهٔ ۱۹۱۴ - درگذشته تاریخ نامعلوم) یک شاعر ارمنی‌تبار اهل ایران بود.

## زندگی‌نامه
وی با نام اصلی گئورگ آوتیسیان (ارمنی: Գէորգ Աւետիսեան یا (ارمنی: Աւետիս Գէորգեան) در ۱۹۱۴ در سیناگان به دنیا آمد تحصیلات ابتدایی را در مدارس ارمنی زادگاهش و جلفای نو فرا گرفت. سپس به هند رفت و در مدرسه بشردوستانه ارمنیان کلکته ادامه تحصیل داد و فارغ‌التحصیل شد. در سال ۱۹۳۳ به ایران بازگشت. اولین نوشته‌هایش در ۱۹۳۴ در روزنامه آلیک تهران منتشر شد.  تاریخ درگذشت نامعلوم است.

## یادداشت
1. ↑  Իրանահայ արդի գրողներ